# Tjoemen op het Türkvizyonsongfestival
De Russische oblast Tjoemen nam tijdens vierde editie in 2020  deel aan het Türkvizyonsongfestival. Tjoemen heeft in totaal 1 keer deelgenomen aan het festival.

## Geschiedenis

### 2020
Nadat het festival enkele jaren had stilgelegen, werd het in 2020 heropgestart. Bij de heropstart was Tjoemen van de partij. Hun deelname werd begin december bevestigd door de organisatie van het festival. Adilya Tusjakova en haar nummer Havalarda werden uitgekozen om Tjoemen te vertegenwoordigen tijdens hun debuut. Tusjakova was pas zeventien jaar geworden en was daarmee de jongste kandidaat in de geschiedenis van het festival. Omwille van de coronapandemie vond het festival online plaats en waren de optredens vooraf opgenomen. Tusjakova kwam als 24ste aan de beurt en sloot de avond af op de vierde plaats.

## Deelnames van Tjoemen
| Jaar | Artiest          | Titel     | Fin. | Ptn. | Semi | Ptn. | Taal              |
| ---- | ---------------- | --------- | ---- | ---- | ---- | ---- | ----------------- |
| 2020 | Adilya Tusjakova | Havalarda | 4    | 193  |      |      | Siberisch Tataars |

| Kleur | Betekenis      |
| ----- | -------------- |
|       | Eerste plaats  |
|       | Tweede plaats  |
|       | Derde plaats   |
|       | Laatste plaats |
|       | Gastland       |